# دائرة تونس الثانية الانتخابية
دائرة تونس الثانية الانتخابية (تونس 2) كانت سابقا واحدة من 27 دائرة انتخابية تونسية و واحدة من اثنين من المناطق التي تشكل ولاية تونس. تشمل معتمديات قرطاج، العمران، العمران الأعلى، التحرير، المنزه، حي الخضراء، باردو، حلق الوادي، الكرم والمرسى.
ٱلغيت عام 2022 بعد إقرار تعديلات على القانون الانتخابي ٱعيد ترسيم الدوائر الإنتخابية على إثره.

## نتائج الانتخابات
فيما يلي نتائج انتخابات المجلس الوطني التأسيسي التونسي 2011 للدائرة الانتخابية. وتبين القائمة الأحزاب التي فازت بمقعد واحد على الأقل:
| الحزب                    | الحزب                    | الاصوات | %    | المقاعد |
| ------------------------ | ------------------------ | ------- | ---- | ------- |
|                          | حركة النهضة              | 6٬813   | 30,3 | 3       |
|                          | التكتل                   | 4٬314   | 19,2 | 2       |
|                          | المؤتمر                  | 2٬429   | 10,8 | 1       |
|                          | القطب الديمقراطي الحداثي | 18٬709  | 8,3  | 1       |
|                          | الحزب الديمقراطي التقدمي | 13٬661  | 6,1  | 1       |
| المسجلين                 | المسجلين                 | 23٬415  | 100  | 8       |
| الناخبين                 | الناخبين                 | 23٬415  |      | -       |
| الأصوات الصحيحة للقائمات | الأصوات الصحيحة للقائمات | 23٬415  | 100  | -       |
| الأوراق الملغاة والبيضاء | الأوراق الملغاة والبيضاء | 9٬405   |      | -       |

## روابط خارجية
- الموقع الرسمي لهيئة الانتخابات.